# Đoàn không quân Sao Đỏ

Đoàn không quân "Sao Đỏ", đơn vị anh hùng lực lượng vũ trang góp phần xứng đáng trong trận Điện Biên Phủ trên không

Trung đoàn không quân tiêm kích 921 hay Đoàn không quân Sao Đỏ là lực lượng chiến đấu đầu tiên của Không quân Nhân dân Việt Nam.
Thời kì đầu, Trung đoàn này được huấn luyện trên cao nguyên Vân Quý - Trung Quốc. Ngày 3 tháng 2 năm 1964, lễ thành lập Trung đoàn không quân đầu tiên này được tổ chức chính thức tại Mông Tự, tỉnh Vân Nam, Trung Quốc. Ban đầu Trung đoàn có 32 chiếc máy bay chiến đấu kiểu MiG-17, 4 chiếc máy bay kiểu MiG-15, số phi công có 70 người, được đào tạo ở Trung Quốc trở về nước cùng với số máy bay MiG-17A được viện trợ. Từ tháng 4 năm 1965 chuyển sang máy bay MiG-21.
Các chỉ huy đầu tiên:
- Trung đoàn trưởng: Trung tá Đào Đình Luyện.
- Chính ủy: Thiếu tá Đỗ Long.
- Trung đoàn phó: Thiếu tá Trần Mạnh.

Ngày 24 tháng 3 năm 1967, Sư đoàn Không quân 371 (Đoàn Thăng Long) thành lập với 3 trung đoàn trong đó có đoàn Sao Đỏ.
Năm 2020 Trung đoàn không quân 921 được lựa chọn để xây dựng đơn vị mẫu mực tiêu biểu của Quân chủng PK-KQ.
Chỉ huy hiện tại:
- Trung đoàn trưởng: Thượng tá Nguyễn Ngọc Hải
- Chính ủy: Thượng tá Phạm Văn Từ
- Tham mưu trưởng: Đại tá Ngô Văn Vạn
- Phó Trung Đoàn Trưởng: Trung tá Hà Việt Khương
- Phó Chính ủy: Thượng tá Đỗ Văn An

## Cácphi côngđã được tuyên dươngAnh hùng lực lượng vũ trang nhân dân
- Phạm Thanh Ngân, bắn rơi 8 máy bay Mỹ
- Nguyễn Hồng Nhị, bắn rơi 8 máy bay Mỹ
- Nguyễn Văn Cốc, bắn rơi 9 máy bay Mỹ
- Nguyễn Văn Bảy, bắn rơi 7 máy bay Mỹ
- Đặng Ngọc Ngự, bắn rơi 7 máy bay Mỹ
- Nguyễn Đăng Kính bắn rơi 6 máy bay Mỹ
- Nguyễn Nhật Chiêu, bắn rơi 6 máy bay Mỹ
- Vũ Ngọc Đỉnh, bắn rơi 6 máy bay Mỹ
- Nguyễn Ngọc Độ, bắn rơi 6 máy bay Mỹ
- Mai Văn Cường, bắn rơi 8 máy bay Mỹ
- Đồng Văn Song, bắn rơi 4 máy bay Mỹ
- Đinh Tôn
- Đỗ Văn Lanh
- Phạm Tuân
- Phạm Ngọc Lan, phi công đầu tiên bắn rơi máy bay Mỹ